# Gmina związkowa Wallmerod
Gmina związkowa Wallmerod (niem. Verbandsgemeinde Wallmerod) – gmina związkowa w Niemczech, w kraju związkowym Nadrenia-Palatynat, w powiecie Westerwald. Siedziba gminy związkowej znajduje się w miejscowości Wallmerod.

## Podział administracyjny
Gmina związkowa zrzesza 21 gmin wiejskich:
1. Arnshöfen
2. Berod bei Wallmerod
3. Bilkheim
4. Dreikirchen
5. Elbingen
6. Ettinghausen
7. Hahn am See
8. Herschbach (Oberwesterwald)
9. Hundsangen
10. Kuhnhöfen
11. Mähren
12. Meudt
13. Molsberg
14. Niederahr
15. Oberahr
16. Obererbach
17. Salz
18. Steinefrenz
19. Wallmerod
20. Weroth
21. Zehnhausen bei Wallmerod